# Ramsau (Gemeinde Zell am Moos)
Ramsau  ist ein kleiner Ort am Zeller- oder Irrsee im Salzkammergut in Oberösterreich wie auch Ortschaft der Gemeinde Zell am Moos im Bezirk Vöcklabruck.

## Geographie
Der Ort befindet sich 27½ Kilometer südwestlich von Vöcklabruck, 8 Kilometer südöstlich von Straßwalchen und 1½ Kilometer nördlich des Gemeindehauptortes Zell am Moos.
Die Rotte liegt 400 Meter ab vom See auf 560 m ü. A. Höhe. Sie hat nur 5 Adressen. Hier kommt der Ramsaubach von der Oberbrandstatt südöstlich, nimmt von rechts den Wolfbauergraben von Staller auf, und mündet dann in den See. Dort liegen einige Badehütten.
Nordöstlich erhebt sich der Schoibernberg (883 m ü. A.) mit Vorgipfel Gommersberg (803 m ü. A.).
|                                                              | Graben (Gem. Oberhofen a.I.)                | Nagendorf   |
| Wildeneck (Gem. Oberhofen a.I.) Irrsee Hof (Gem. Tiefgraben) | Kompassrose, die auf Nachbargemeinden zeigt |             |
|                                                              | Unterschwand                                | Oberschwand |

## Infrastruktur und Natur
Die B154 Mondsee Straße (Straßwalchen/B1 nach Mondsee und zur A1) passiert den Ort mit Abzweigung.
Durch den Ort führt die Talroute des Weitwanderwegs Via Nova (5. Teilstück Mattsee über Oberhofen – Mondsee und weiter St. Wolfgang). Ab Laiter geht die Markierung bis Ramsau auf der Radwegtrasse der B154, ein Weg führt aber auch über Nagendorf.
Die Mooswiesen am Irrsee-Ostufer zwischen Ramsau und Graben sind ein Teil des Naturschutzgebietes Irrsee-Moore. Die Irrseeufer gehören zu den besterhaltenen Naturräumen dieser Art im Salzkammergut. Dieses südliche Teilstück am Ostufers erfasst einige sehr wertvolle Niedermoor- und Steifseggenried-Flächen.
Südlich erstrecken sich bis Unterschwand die Seefelder, die etwas erhöht zum Seeufer liegen. Es handelt sich um eine Staffel von Endmoränen diverser Rückzugstadien des Traungletschers in der Gletscherschwund-Zeit seit dem Ende der Würm-Kaltzeit, der letzten Eiszeit (ca. 100.000–10.000 Jahre vor heute). Sie laufen in den See hinein, auf Höhe Ramsau liegt dann ein Riegel quer im Irrsee, der das kleinere nördliche, 27 Meter tiefe Becken des Irrsees vom südlichen mit bis zu 32 Metern trennt.

## Nachweise
- 41751 – Zell am Moos. Gemeindedaten der Statistik Austria

1. ↑  Wolfgang Diewald, Thomas Eberl, Hartmut Friedl, Roland Kaiser, Veronika Schleier (Bearb.): Biotopkartierung Irrseemoore und Irrseeufer. Endbericht. Reihe Naturraumkartierung Oberösterreich, im Auftrag des Amtes der Oö. Landesregierung, Kirchdorf/Krems Mai 2013, insb. Kapitel 8.4.4 Irrsee E-Ufer (S), S. 71 (pdf, 13,2 MB; land-oberoesterreich.gv.at).
2. ↑  Gustav Görzinger: Bericht 1959 über Aufnahmen auf Blatt Straßwalchen (64). In: Verhandlungen der Geologischen Bundesanstalt 1960, Abschnitt Quartär: Zellerseer Zweig des Traungletschers, S. A 38 (ganzer Artikel S. A 36–38, pdf, opac.geologie.ac.at).